# 何谦堂
何谦堂（？—？），中华人民共和国政治人物。
农工民主党人士，担任合肥师范专科学校副校长、后任合肥副市长。1954年，当选第一届全国人民代表大会代表。